# Lysotheca suprastromatica
Lysotheca suprastromatica är en svampart som beskrevs av Cif. 1962. Lysotheca suprastromatica ingår i släktet Lysotheca, divisionen sporsäcksvampar och riket svampar.   Inga underarter finns listade i Catalogue of Life.